# Отказ от ядерной энергетики
Отказ от ядерной энергетики — прекращение использования атомных электростанций для выработки энергии. Осуществляется путем вывода из эксплуатации АЭС и их ликвидации.
В настоящее время 31 страна эксплуатирует АЭС. Италия стала первой страной, которая закрыла вообще все имевшиеся АЭС и полностью отказалась от ядерной энергетики. Бельгия, Германия, Испания, Швейцария, Тайвань осуществляют долгосрочную политику по отказу от ядерной энергетики. Нидерланды, Швеция также планировали отказаться от атомной энергетики, хотя пока приостановили такие мероприятия. Литва, Казахстан временно перестали иметь ядерную энергетику, хотя планируют вместо закрытых АЭС построить новые. Ранее отказывалась от атомной энергетики Армения, хотя затем её единственная АЭС была пущена в эксплуатацию вновь. Австрия, Куба, Ливия, КНДР, Польша по политическим, экономическим или техническим причинам остановили свои программы атомной энергетики и не завершили начатое строительство своих первых АЭС, хотя две последние страны планируют их строительство вновь. Также имели ранее, но отказались от программ атомной энергетики не имевшие АЭС Австралия, Азербайджан, Гана, Греция, Грузия, Дания, Ирландия, Латвия, Лихтенштейн, Люксембург, Малайзия, Мальта, Новая Зеландия, Норвегия, Португалия, Филиппины. Перспективы заявленного строительства новых АЭС в случаях некоторых стран (особенно Восточной Европы, Африки, Азии кроме Китая и Индии) также вызывают сомнения.
Кроме полного отказа от ядерной энергетики есть мероприятия и тенденции по её стагнации и сокращению. Как некоторые лидеры атомной энергетики — США, Великобритания, Франция, Германия (после аварии на АЭС Три-Майл-Айленд, а также аварии на Чернобыльской АЭС) и особенно Япония (после аварии на АЭС Фукусима-1), так и некоторые другие имеющие АЭС страны закрыли значительное их количество. Согласно докладу о состоянии индустрии ядерной энергетики, глобально в отрасли наблюдается спад. Пик производства ядерной энергии был зафиксирован в 2006 году (2660 ТВт·ч). Доля ядерной энергетики в глобальном производстве электричества снизилась с 17,6 % в 1996 году до 10,7 % в 2015 году. 164 реактора были закрыты.

## Отказы по странам

### Австрия
Австрия в 1970-х годах развивала ядерную программу. Планировалось запустить шесть АЭС. Первая австрийская АЭС (Цвентендорфская) была построена к 1978 году, но никогда не запускалась. В ноябре 1978 на референдуме 50,47 % принявших участия граждан высказались против эксплуатации АЭС. Этот результат положил конец ядерной программе страны .
Отказ от атомной энергетики в Австрии не ограничивается отказом от эксплуатации АЭС. Австрия запрещает импортировать электричество, произведённое АЭС других стран. Кроме того, Австрия требовала от Европейской комиссии остановить помощь Великобритании в строительстве АЭС Hinkley Point C.

### Бельгия
Решение о постепенном отказе от атомной энергетики было принято коалиционным правительством Бельгии в 1999 году, и впоследствии пересматривалось. Бельгия планирует остановить семь эксплуатирующихся реакторов между 2022 и 2025 годами.

### Германия
В 2000 году коалиционное правительство Германии приняло закон, установивший план поэтапной остановки АЭС и отказа от атомной энергетики. В 2010 году план был скорректирован в сторону продления сроков эксплуатации АЭС. Новые сроки закрытия реакторов были установлены в 2011 году правительством после катастрофы на АЭС Фукусима после всесторонних переговоров. В соответствии с решением, 8 старейших реакторов из 17 действовавших были остановлены. Для оставшихся 9 реакторов были установлены даты закрытия с 2015 по 2022 год. Ни одна политическая партия, входящая в правительство или оппозиционная, не высказалась против решения.

### Италия
Италия располагала четырьмя действующими АЭС. В 1987 в Италии в связи с катастрофой на Чернобыльской АЭС прошел референдум о целесообразности использования атомной энергетики. Большинство граждан высказалось за отказ от мирного атома. Последняя АЭС Италии была остановлена в 1990 году.
В 2000-х годах правительство Сильвио Берлускони предпринимало попытки развить новую ядерную программу, что предусматривал специальный закон. Однако на референдуме 2011 года 94 % принявших участия граждан высказались за аннулирование закона.

### Тайвань
Президент Тайваня Цай Инвэнь намеревается осуществить отказ от атомной энергетики. Прекращение эксплуатации АЭС было частью предвыборной программы Цай Инвэнь и Демократической прогрессивной партии. Предполагается, что шесть реакторов Тайваня будут работать до истечения их лицензий. Таким образом, реакторы будут остановлены между 2018 и 2025 годами. Также будет остановлено строительство двух энергоблоков.

#### Референдум 24 ноября 2018 года
24 ноября 2018 года на референдум, который прошел, отменили статью 95, пункт 1 Закона об электроэнергии «Оборудование для атомной энергетики должно быть остановлено на Тайване в 2025 году». 

### Швейцария
В 2011 году Федеральный совет Швейцарии принял решение о постепенном закрытии всех АЭС страны. Первоначально план устанавливал, что последним годом эксплуатации АЭС будет 2034. Позднее предпринимались многократные попытки скорректировать принятое решение. В настоящее время точный год остановки последнего реактора не установлен. План предопределяет, что реакторы могут эксплуатироваться пока их безопасность может обеспечиваться.  

#### АЭС Мюлеберг
Мюлебергская АЭС, которая находится рядом с Берном, остановлена 20 декабря 2019 года.
Остановка АЭС в Мюлеберге приведет к появлению около 200 тыс. тонн отходов, частично подверженных радиоактивному заражению. Первая фаза демонтажа предполагает процедуру дезактивации, и только после этого отходы будут захоронены на специальных полигонах. Демонтаж продлится около 15 лет и завершится к 2034 году.

#### Референдум 27 ноября 2016 года
На референдуме, который прошёл в Швейцарии 27 ноября 2016 года, народ страны высказал свое мнение относительно законопроекта партии зелёных, устанавливающего предельные сроки службы швейцарских атомных реакторов и предусматривающего, что любая швейцарская АЭС, отработавшая 45 лет, должна быть остановлена, отключена от сети и, в конечном итоге, демонтирована и утилизирована. Законопроект был отвергнут 54,2 процента голосов.

#### Референдум 21 мая 2017 года
21 мая 2017 года швейцарские избиратели проголосовали на референдуме по судьбе предложенной правительством «Энергетической стратегии-2050». Референдум был организован противниками стратегии. Швейцарские избиратели решали, стоит ли отказаться от строительства новых атомных электростанций и, вместо этого, инвестировать ресурсы в развитие и использование экологически чистых и возобновляемых источников энергии..